# Ивар II (король Дублина)
Ивар II (Имар II; Ivar, ирл. Ímar; погиб в 904) — скандинавский король Дублина (896—902), внук дублинского короля Ивара I.

## Биография
Представитель норвежско-гэльской династии Уи Имар (дом Ивара). Ивар был внуком короля Дублина Ивара I (ум. 871), правившего и воевавшего совместно с братьями Олавом Белым и Аслом. Возможно, являлся сыном Сигфрида мак Имайра (правил в Дублине в 883—888), или Ситрика I мак Имара, короля Дублина (888—893, 894—896).
В 896 году после смерти Сигфрида Ивар унаследовал королевский престол в Дублине. Его правление продолжалось недолго. В 902 году король Бреги Маэл Финна мак Фланнакайн (896—903) и король Лейнстера Кербалл мак Муйрекан (885—909), объединив свои силы и создав коалицию, захватили Дублин и изгнали Ивара II и остальных потомков династии Уи Имар.
Ивар II стал «морским королём» и опустошал побережье Шотландии. «Хроника королей Альбы» отмечает, что в течение третьего года правления короля Константина II (903 год), «северяне» захватили Данкелд и разграбили всё королевство Альбу. В следующем (904) году викинги были Константином разгромлены в битве у Стратерна. «Анналы Ульстера» сообщают, что Ивар и его воины погибли в Фортриу в 904 году.
Королевство Дублин с 902 по 917 год находилось под властью королей Лейнстера. В 917 году морской конунг Ситрик, представитель династии Уи Имар, с большим флотом появился в Ирландии и после победы над королём Лейнстера Айгайре мак Айлилем (909—917) в битве при Кофни вернул себе Дублин.